# Despelote
Despelote es un videojuego de aventuras en primera persona lanzado el 1 de mayo de 2025. Despelote es un slice-of-life ambientado en Quito durante la clasificación de Ecuador para la Copa Mundial de la FIFA 2002, en el que el jugador puede explorar y jugar con un balón de fútbol en la ciudad. El juego es autobiográfico y desde la perspectiva de un niño de ocho años, Julián Cordero, uno de los desarrolladores.

## Premios
El juego ganó el premio a la «Excelencia en Audio» en el Independent Games Festival, y fue nominado a la «Excelencia en Narrativa», al Gran Premio Seumas McNally y al Premio Nuovo.